# Ptecticus shirakii
Ptecticus shirakii är en tvåvingeart som beskrevs av Akira Nagatomi 1975. Ptecticus shirakii ingår i släktet Ptecticus och familjen vapenflugor. Inga underarter finns listade i Catalogue of Life.